# ماتئو جووردانو
ماتئو جووردانو (انگلیسی: Matteo Giordano؛ زادهٔ ۲۳ اکتبر ۱۹۸۴) بازیکن فوتبال اهل ایتالیا است.
از باشگاه‌هایی که در آن بازی کرده‌است می‌توان به باشگاه فوتبال اینتر میلان، البیا کالچو ۱۹۰۵، و باشگاه فوتبال لوگانو اشاره کرد.